# Eduard Glass
Eduard (Esra) Glass (geboren 28. Juni 1902 in Stanislau; gestorben 13. Juni 1981 in Wien) war ein österreichischer Schachspieler.

## Leben
Glass gewann 1927 das erste „Wiener Wertungsturnier“ und wurde 1929 in Innsbruck als „geteilter Erster“ mit Erich Eliskases Österreichischer Schachmeister. Etliche Male nahm er an den Leopold-Trebitsch-Memorial-Turnieren in Wien teil. Glass spielte für Österreich 1933 bei der 5. Schacholympiade in Folkestone. Im April 1935 wurde er geteilter 4.–5. in Tel Aviv bei der zweiten Makkabiade. Er wurde geteilter 8.–10. in Budapest 1936. Bei der ersten Wiener Stadtmeisterschaft siegte Glass im Jahr 1936 überlegen mit 11 aus 12 und 2,5 Punkten Vorsprung vor Simon Rubinstein und Grünspan. Bemerkenswerterweise gehörten diese drei Erstplatzierten alle zum jüdischen Verein SC Hakoah Wien.
Nach dem Anschluss Österreichs an das Deutsche Reich 1938 wurde Glass wegen seiner jüdischen Herkunft im KZ Dachau gefangen gehalten. Dort gewann er eine Lager-Schachmeisterschaft vor Georg Klaus. Später flüchtete Glass nach China, wo er im Ghetto von Shanghai den Zweiten Weltkrieg überlebte. Im Jahre 1951 nahm er an der ersten israelischen Schachmeisterschaft teil und belegte Rang 3 mit 8 aus 13 möglichen Punkten (Sieger wurde Menachem Oren mit 9 Punkten). Auch danach nahm Glass an vielen Schachturnieren teil. Zum Beispiel wurde er 1959 15. in Marianske Lazne (Marienbad) und Fünfter in Reggio nell’Emilia 1960/61. Bei den österreichischen Staatsmeisterschaften belegte Esra Glass 1969 den zweiten Platz (hinter Karl Röhrl) und 1973 punktgleich mit Röhrl den geteilten zweiten Platz hinter Karl Janetschek.